# Самолако
Самола̀ко (на италиански: Dicomano, на западноломбардски: Samolèch, Самолек) е малко градче и община в Северна Италия, провинция Сондрио, регион Ломбардия. Разположено е на 236 m надморска височина. Населението на общината е 2914 души (към 2010 г.).